# 趙蕾
趙蕾（赵蕾　ヂァオ・レイ、ZHAO LEi）は、中国のソフトテニス選手。

## 来歴
2006アジア競技大会（ドーハ）が国際大会初登場当時まだ高校生であった。個人戦では準々決勝で優勝した江婉綺（台湾）に敗れ、５、6位決定戦で玉泉春美に敗れて6位。４年後の２０１０アジア競技大会（広州）で準決勝でキム・キョンリョン、決勝でキム・エギョンを破り金メダル獲得。

## 四大国際大会戦績
- 2006アジア競技大会　シングルス6位
- 2010アジア競技大会　ダブルス銅メダル　シングルス金メダル　国別対抗団体戦銅メダル[2]
- 2011世界選手権　ミックスダブルス銀メダル[3]　国別対抗団体戦銅メダル[4]
- 2013東アジア競技大会[5]　シングルス銀メダル　国別対抗団体戦銅メダル　ミックスダブルス銅メダル[6]